# Radnice v Českém Dubu
Radnice v Českém Dubu v Libereckém kraji patří mezi nejvýznamnější renesanční stavby tohoto druhu v Čechách. Budova českodubské radnice je zapsaná jako kulturní památka v Ústředním seznamu nemovitých kulturních památek České republiky.Radnice je součástí městské památkové zóny Český Dub, vyhlášené 10. září 1992.

## Historie
Město Český Dub patří k nejstarším sídlům na území severních Čech, jeho historie sahá až do románských dob. V průběhu 15. století došlo k událostem, které značně poznamenaly tvář města. Český Dub byl dvakrát postižen vpádem husitských vojsk, a to v roce 1425 a pak ještě v roce 1429, kdy během tažení oddílů Prokopa Holého byla zničena zdejší johanitská komenda. V druhé polovině 15. století město ničily požáry a vojska Lužického Šestiměstí. Po roce 1490 zde začal Jan z Vartenberka budovat nové město a mimo jiné si nechal postavit na náměstí dům. 

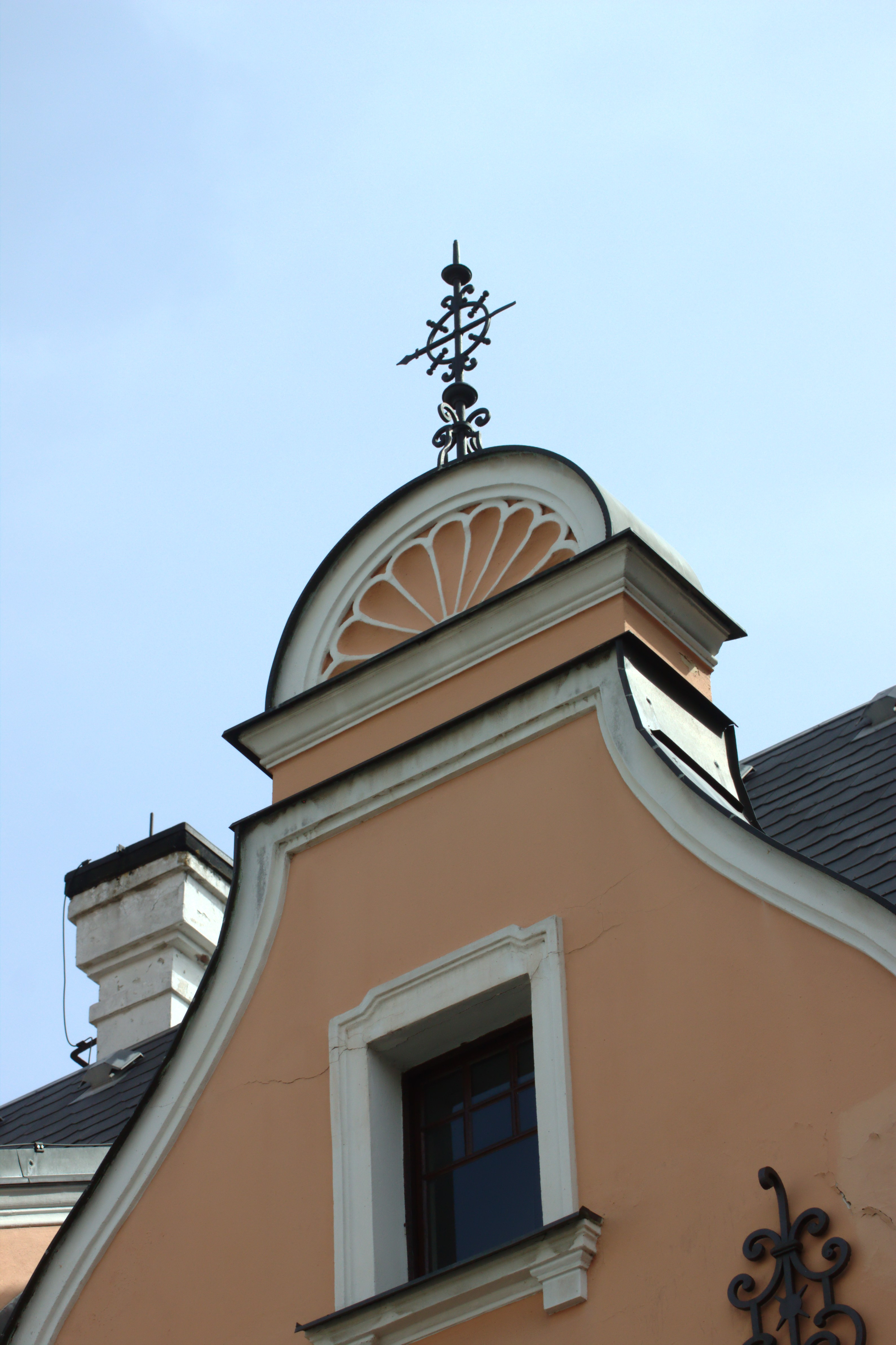
Detail průčelí radnice

Některé významné stavby v Českém Dubu vznikly v době po roce 1552, kdy město ovládal Jan z Oppersdorfu (počeštěle někdy uváděný jako Jan z Opršdorfu). Jan z Oppersdorfu sloužil jako voják císaři Karlu V. a jeho bratrovi Ferdinandu I. Habsburskému, byl císařským komorníkem a hejtmanem Opolského knížectví. Císař Ferdinand I. mu za jeho služby daroval dubské a frýdštejnské panství. Jan z Oppersdorfu nechal v roce 1552 přestavět původní románský klášter a zdejší pozdně gotický hrad. Městu udělil zvláštní privilegia a v roce 1565 dal postavit novou radnici. Podle zprávy z roku 1590 se v budově radnice nacházel také šenk. Po roce 1570 byl ve městě postaven kostel Nejsvětější Trojice. Původní rychta, sídlo dědičného rychtáře, stávala v Českém Dubu (dříve Světlé) severně od farního kostela.

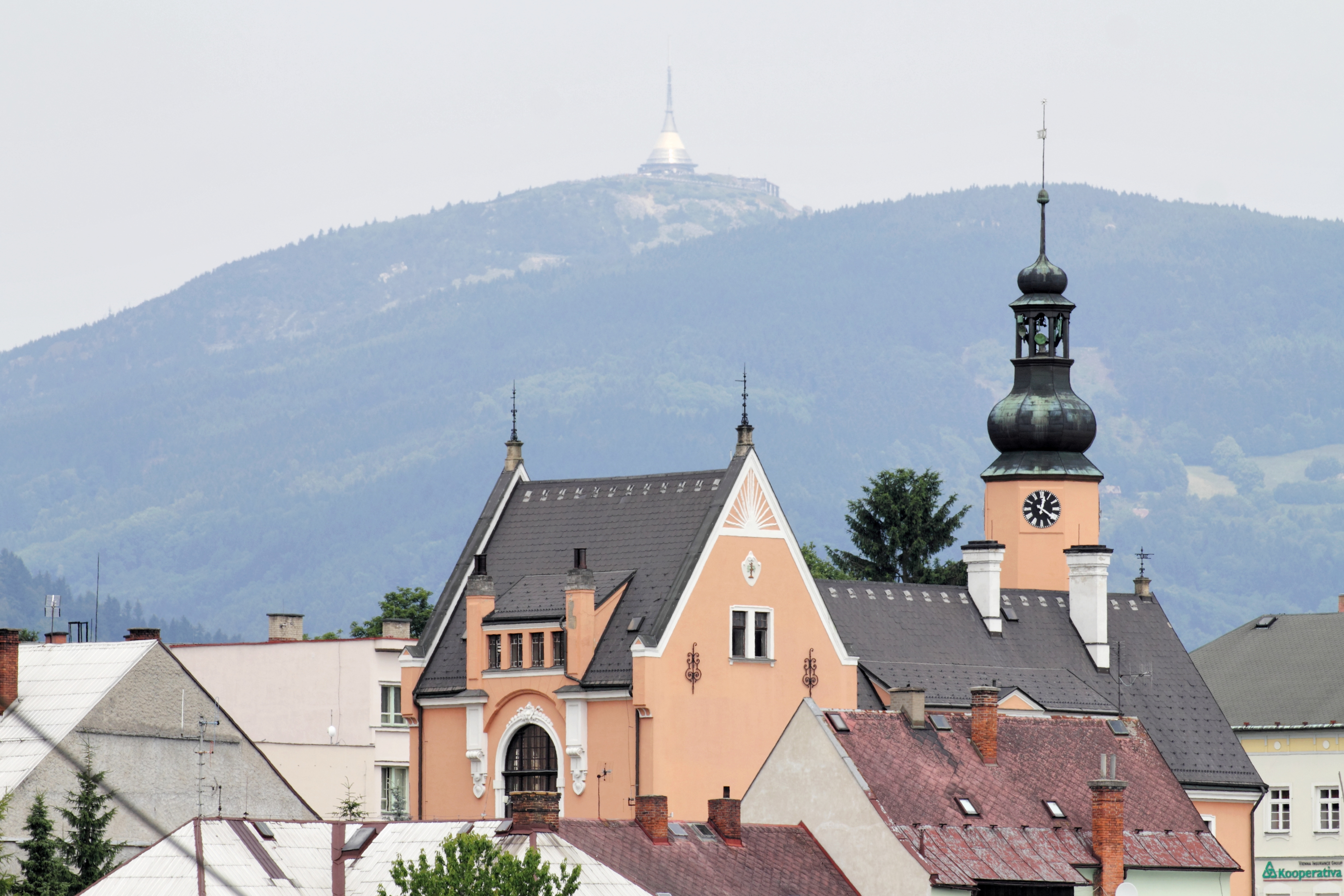
Pohled od jihu se siluetou Ještědu

V 17. století město postupně začalo ztrácet svůj význam. Velký požár z roku 1694 zničil řadu domů, kostel, školu, špitál a poničil i radnici, jejíž opravy trvaly až do roku 1733. Koncem 18. století se pro město začal oficiálně užívat název Český Dub (předtím převládalo německé jméno  Böhmisch Aicha).  Další dílčí opravy radnice proběhly v letech 1800/1801. Od roku 1838 dubské panství patřilo Rohanům. V roce 1843 začal v Českém Dubu podnikat českoněmecký továrník Franz Schmitt, který se významně zasloužil o obnovení rozvoje města.
K velké přestavbě českodubské radnice, došlo až na počátku 20. století, konkrétně v letech 1905–1907. Návrh přestavby s charakteristickou kombinací novorenesančních a secesních prvků  byl dílem architekta Wilhelma Klingenberga z Vídně, prováděcí projekt vypracoval liberecký architekt Ernst Schäfer. Objekt radnice byl rozšířený o nové jižní křídlo s velkou radní síní v prvním patře, do původní renesanční části budovy bylo vestavěno nové reprezentativní schodiště.

## Popis
Radnice stojí uprostřed náměstí Bedřicha Smetany v Českém Dubu. Patrová zděná budova má obdélný půdorys, jihozápadní část budovy je rozšířená a vystupuje v podélných průčelích v podobě rizalitů. Při severním nároží je umístěná osmiboká pětipodlažní věž, zakončená cibulovitou bání s lucernou. Střecha je sedlová, krytá taškami.

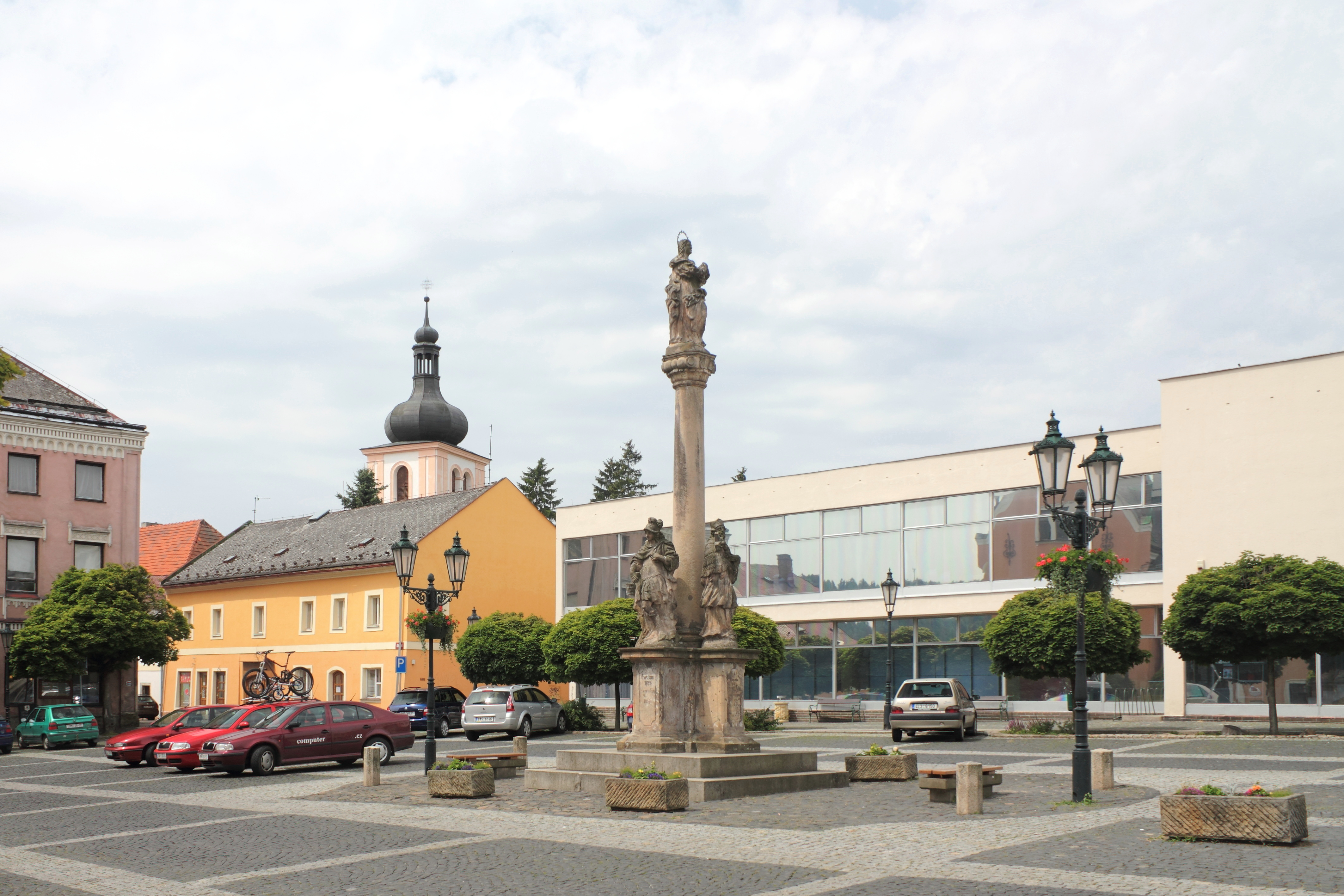
Morový sloup před radnicí, v pozadí věž kostela Seslání Ducha svatého

Budova radnice má dvě nadzemní podlaží a suterén, který v místě při jihovýchodním průčelí částečně vystupuje nad okolní terén.  Suterén je přístupný tříramenným schodištěm ze vstupní haly přízemí a venkovním schodištěm z jihovýchodního průčelí. Vnitřní uspořádání stavby zahrnuje šest příčných traktů. Dva jihozápadní trakty tvoří mladší přístavba z let 1905–1907, třetí trakt je komunikační. Čtvrtý trakt  zahrnuje schodiště, pak následuje pátý, opět komunikační trakt. Šestý rozlehlý trakt s podvěžím se nachází na severovýchodní straně budovy. Ze čtvrtého do pátého traktu, zaklenutého půlkruhovou valenou klenbou, se vstupuje půlkruhovým renesančním portálem. Další renesanční portál se nachází v severovýchodním traktu, rozděleném na dva díly. V severním rohu budovy je vstup do podvěží zaklenutého cihlovou valenou klenbou. V suterénu je renesanční místnost, do níž se vstupuje od schodiště skrze dva renesanční portály.
Před budovou radnice se nachází barokní morový sloup se sochou Panny Marie a sochami sv. Floriána, sv. Jana Nepomuckého, sv. Františka Xaverského a sv. Rocha. Sloup byl na náměstí postaven v roce roku 1723 jako poděkování za ochranu města před morovou epidemií z let 1713–1714 a požárem z roku 1713.